# Legendele palatului: Pictorul de la curte
Painter of the Wind (hangul=바람의 화원 /Ba-lam-eui Hwa-won) este un serial istoric sudcoreean . Bazat pe romanul istoric al lui Lee Jung Myung-, care a avut licență artistică,  pornind de la premisa că, probabil, pictorul Shin Yun-bok a fost într-adevăr  femeie, acțiunea este centrată pe Yun-bok, o pictoriță talentată și tânără, care se deghizează în băiat pentru a-l căuta nestingherită pe criminalul tatalui ei. Ea îl întâlnește  pe Kim Hong-do, un pictor-maestru, care o călăuzește în devenirea sa ca mare artist, iar între ei se leagă o prietenie puternică, mentor - discipol.
Drama a câștigat numeroase premii, inclusiv Premiul Asia TV Series special  la Festivalul de televiziune de la Shanghai din 2010 și premiul de argint la Festivalul International de film Huston din 2010 , în timp ce actrița Moon Geun-young a primit Marele Premiu la SBS Drama Awards 2008  și  un premiu pentru Cea mai bună actriță TV la 2009 Baeksang Arts Awards {{ și Grime Awards 2008, pentru rolul ei.

## Subiect
În 1766, Kang Su-hang, pictor si membru senior al Academiei de Pictură Dohwaseo, a fost gasit mort după ce a pictat în secret portretul prințului moștenitor Sado, tatăl celui care va deveni mai târziu Regele Jeongjo (1752-1800, al 22-lea rege al Dinastiei Joseon). Comisia a cerut să fie pictat un portret al prințului coroanei. Seo Jing, un alt membru al Academiei de Pictură Dohwaseo, a fost găsit mort în timp ce investiga moartea lui Kang Su-hang. Mai mult, soția lui Seo Jing a fost ucisă, iar fiica sa a dispărut. Zece ani mai târziu, Kim Hong-do, membru senior al Academiei de Pictură, îl  descoperă pe Shin Yun-bok, un student nou. Hong-do descoperă un mare talent în Yun-bok și încearcă să îl ferească pe student de conspirațiile  ce-l înconjoară. Regele Jeongjo, de asemenea, descoperă talentul enorm al lui Yun-bok. Kim Hong-do și Shin Yun-bok devin „ochii regelui”, surprinzând în picturile lor adevărata realitate, de dincolo de porțile palatului, cea a oamenilor de rând. Cu toate acestea, oficiali puternici ai palatului conspiră, pentru a scăpa de cei doi pictori, și, curând, aceștia sunt dați afară din Academia de Pictură Dohwaseo. Apoi, regele le poruncește celor doi pictori să găsească portretul tatălui său, pictat de către Kang Su-hang  în urmă cu zece ani. Kim Hong-do și Shin Yun-bok reușesc să recupereze portretul, depășind  obstacole și capcane periculoase puse în calea lor de dușmani. Recuperarea picturii ajută, de asemenea, la dezvăluirea secretul din spatele morții lui Seo Jing, care este de fapt tatăl lui Shin Yun-bok. În tot acest timp, Kim Hong-do își dă seama că s-a indrăgostit de Shin Yun-bok. Cu toate acestea, încearcă să-l părăsească, pentru că știe că relația lor ar fi imposibilă. Dar, spre surprinderea tuturor, adevărul iese la iveală: Shin Yun-bok este, de fapt, femeie. Ea a s-a deghizat în bărbat, ca să se poată înscrie la Academia de Pictură Dohwaseo, pe care numai băieții o puteau frecventa, cu scopul de a descoperi adevărul despre moartea tatălui său.

## Distribuție
- Moon Geun-young — Shin Yun-bok[11][12]
  - Kim Yoo-jung — young Yun-bok
- Park Shin-yang — Kim Hong-do[13]
- Ryoo Seung-ryong — Kim Jo-nyun
- Bae Soo-bin — Regele Jeongjo
- Moon Chae-won — Jung-hyang, a gisaeng
- Lee Joon — Shin Young-bok
  - Lee Byung-joon — young Young-bok
- Park Hyuk-kwon — Lee In-moon, Kim Hong-do's friend
- Im Ji-eun — Queen Jeongsun
- Jung In-gi — Hong Guk-yeong
- Kim Eung-soo — Jang Byuk-soo
- Ahn Suk-hwan — Shin Han-yeong, Yun-bok's adoptive father
- Park Jin-woo — Jang Hyo-won
- Han Jung-soo — Seo Jing
- Lee Mi-young — Mok Kye-wol
- Yoon Joo-sang — Kang Su-hang
- Lee Kyung-hwa — Myeong, Seo Jing's wife
- Han Yeo-woon — Jung-sook, Lee In-moon's sister
- Yoon Bong-gil
- Ko Gyoo-pil — hwawon
- Lee Sang-hee — hwawon
- Son Hwa-ryeong — gisaeng
- Min Joon-hyun — eunuch
- Ha Dae-ro — cadet
- Kim Won-seok
- Jang Moon-seok — Dol-soi
- Choi Gwi-hwa
- Jo Dong-hee
- Kim Bo-mi — Mak-nyun, Jung-hyang's maid
- Jeon Jin-gi
- Im Ho — Lee Myung-ki
- Yoo Yun-ji
- Jung Yoo-mi
- Choi Soo-han
- Tae Hwang